# Frazer-Nash
Frazer-Nash  és un constructor anglès de cotxes que va arribar a construir monoplaces per disputar curses a la Fórmula 1.

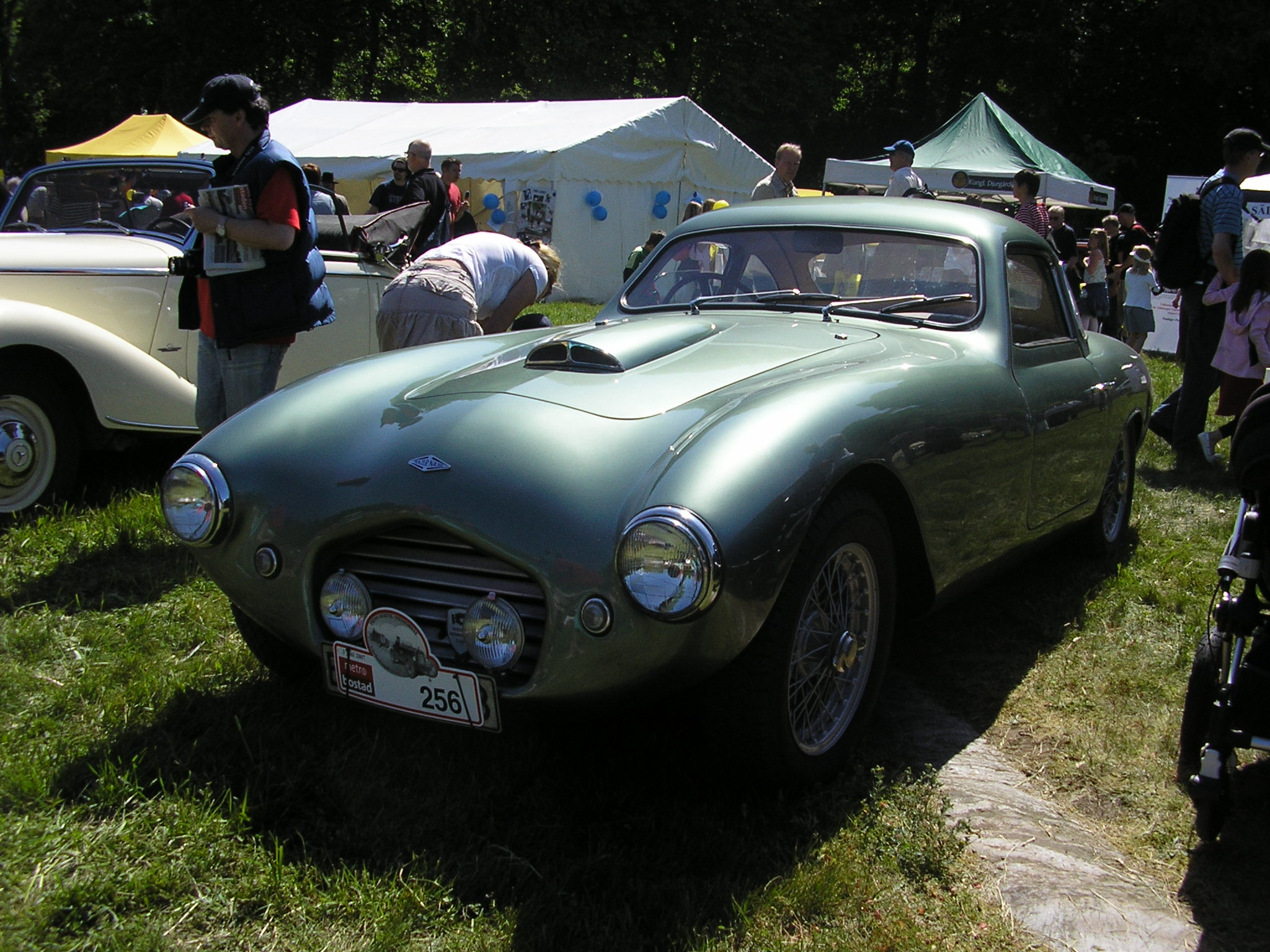
Frazer Nash LeMans Coupé del 1955

## Història
Frazer-Nash va ser fundada l'any 1922 per Archibald Frazer-Nash a Kingston upon Thames, Surrey, canviant la seu cap Isleworth, Londres l'any 1929.
Durant la II Guerra Mundial van produir per la indústria bèl·lica, i després entre els anys 1948-1957 van produir diversos cotxes esportius que van batejar sota nom de curses mítiques (Le Mans, Targa Fiorio…).

## A la F1
Va construir cotxes cada cop més evolucionats fins a arribar a competir al campionat del món de la Fórmula 1 al llarg de la temporada temporada 1952), debutant en el GP de Suïssa.
Va haver-hi presència de cotxes Frazer-Nash en un total de 4 curses de la F1, aconseguint 3 punts pel campionat.

### Resultats a la Fórmula 1
| Any  | Pilot                   | 1     | 2   | 3       | 4   | 5      | 6   | 7       | 8   | Posició | Punts |
| ---- | ----------------------- | ----- | --- | ------- | --- | ------ | --- | ------- | --- | ------- | ----- |
| 1952 | Ken Wharton, Tony Crook | SUI 4 | 500 | BEL Ret | FRA | GBR 21 | ALE | HOL Ret | ITA | -       | 3     |